# كيتي غالاغر
كيتي غالاغر (بالإنجليزية: Katy Gallagher) (و. 1970 – م)هي سياسية، وعاملة اجتماعية من أستراليا . تولت منصب عضو مجلس الشيوخ الأسترالي (25 مارس 2015–) .
وهي عضوة في حزب العمال الأسترالي .

## التعليم
تعلمت في الجامعة الوطنية الاسترالية.